# Juan Gerardi
Juan José Gerardi Conedera (Ciudad de Guatemala, 27 de diciembre de 1922-ibídem, 26 de abril de 1998) fue un obispo guatemalteco de la Iglesia católica, además de ser un defensor férreo de los derechos humanos en su país.
Por su compromiso con la promoción de los derechos económicos, sociales y culturales, recibió el Premio de la Verapaz del Instituto Guatemalteco de Cultura Hispánica/Centro Cultural de España en Guatemala. Por el mismo motivo, cayó asesinado a manos de las Fuerzas Armadas de Guatemala en 1998.

## Vida y sacerdocio
Descendiente de italianos, hijo de Manuel Gerardi y Laura Conedera, nació en la ciudad de Guatemala, en la 3.ª calle y la 7 avenida de la zona central, donde se observa aún una antigua casa de esquina. Fue el segundo de cuatro hermanos, Francisco Gerardi Conedera, Carmen Gerardi Conedera y Teresa Gerardi Conedera, todos ya fallecidos.
Estudió en el seminario de la ciudad y ganó una beca para estudiar teología en Nueva Orleáns (Estados Unidos).
En 1946 fue ordenado sacerdote y sirvió en varias áreas rurales de Guatemala, como Jalapa, San Pedro Sacatepéquez y Palencia, así como en la región de la ciudad capital. En 1967 fue elegido obispo de la diócesis de Verapaz, lugar marcado por la pobreza y la exclusión social de los indígenas, residiendo en la ciudad de Cobán, la tercera más grande del país.
En el cargo episcopal, él enfatizó los trabajos pastorales entre la población indígena maya de etnia q'eqchi. Aun, impartió misa en el idioma vernáculo de las comunidades de la diócesis, algo inusitado en la cultura de preponderancia blanca de Guatemala.
En los años setenta y a pesar de la entonces progresiva guerra civil, fue uno de los más acérrimos apologistas del reconocimiento oficial de los idiomas mayas de Guatemala y a la vez, su influencia permitió el establecimiento de dos emisoras de radio en idiomas mayas. Más tarde, en compañía de los padres benedictinos, creó el Centro San Benito de Promoción Humana, que condujo a la transformación de muchos campesinos e indígenas en líderes de sus comunidades.
En 1974 el obispo fue trasladado a la diócesis de El Quiché, pero continuó trabajando como administrador apostólico en Las Verapaces.
En los primeros años ochenta, El Quiché vio índices de violencia acentuados en la beligerancia entre el ejército de Guatemala y varios grupos armados de la subversión, registrándose crímenes masivos que incluso, se determinarían en años posteriores como genocidio.
Cientos de catequistas católicos y dirigentes cristianos de pueblos y aldeas fueron brutalmente asesinados, la mayoría de los cuales pertenecían a etnias mayas.
Gerardi solicitó repetidamente a las fuerzas militares que controlaran sus acciones, y sobre todo, que cesaran los actos de represión y crímenes en contra de la población civil.
Su protesta se extremó tras una matanza de indígenas en Alta Verapaz, que soldados cometieron. Mientras sirvió en la Conferencia Episcopal de Guatemala, habló abiertamente acerca de la masacre en la embajada de España, donde 39 personas ―entre ellos el padre de Rigoberta Menchú y el propio cónsul español― murieron quemadas vivas con granadas de fósforo blanco, con la participación comprobada del Estado de Guatemala.
Sería durante el episcopado en Quiché que el clérigo recibiría múltiples amenazas de muerte y atentados contra su vida. Ante la gravedad de las amenazas y los asesinatos de sacerdotes en la zona, decidió trasladarse a la ciudad de Guatemala, llegándose a considerar la clausura temporal de la diócesis.
En 1980, monseñor Juan Gerardi fue llamado a la Ciudad del Vaticano para asistir a un sínodo de obispos. A su regreso se le prohibió el ingreso al país, por lo que viajó a San Salvador, en donde no halló asilo, y finalmente a Costa Rica, desde donde, exiliado, siguió siendo el presidente de la Conferencia Episcopal de Guatemala.
Tras el derrocamiento de Romeo Lucas García por un golpe de Estado en 1982, Gerardi pudo regresar a Guatemala. El 28 de agosto de 1984, se le nombró obispo auxiliar de la arquidiócesis de Guatemala y párroco de San Sebastián en la ciudad de Guatemala.

## Comisión Nacional de Reconciliación
En 1988, la Conferencia Episcopal de Guatemala nombró a monseñor Rodolfo Quezada Toruño y a monseñor Juan Gerardi para participar en la Comisión Nacional de Reconciliación. Ello llevaría a la creación de la Oficina de Derechos Humanos del Arzobispado de Guatemala (ODHAG), para ocuparse de las víctimas del terrorismo de Estado y de cualquier violación a los Derechos Humanos.
En consecuencia, Gerardi inició el proyecto interdiocesano Recuperación de la Memoria Histórica (REMHI), que dirigió personal y comprometidamente, con intención de registrar por medio de testimonios y documentación la historia reciente de Guatemala, argumentando así que conocer la verdad sobre los crímenes cometidos durante la dictadura debía ser indispensable para la paz social en el país.
Con motivos conciliadores, organizó encuentros entre la insurgencia, el Gobierno y los sectores civiles. En ese contexto, Gerardi tomó como responsabilidad personal la compilación de investigaciones y entrevistas para elaborar los reportes para recuperación de la memoria histórica durante el período de la represión militar, tras el final de la guerra civil y la firma de los Acuerdos de Paz en 1996.

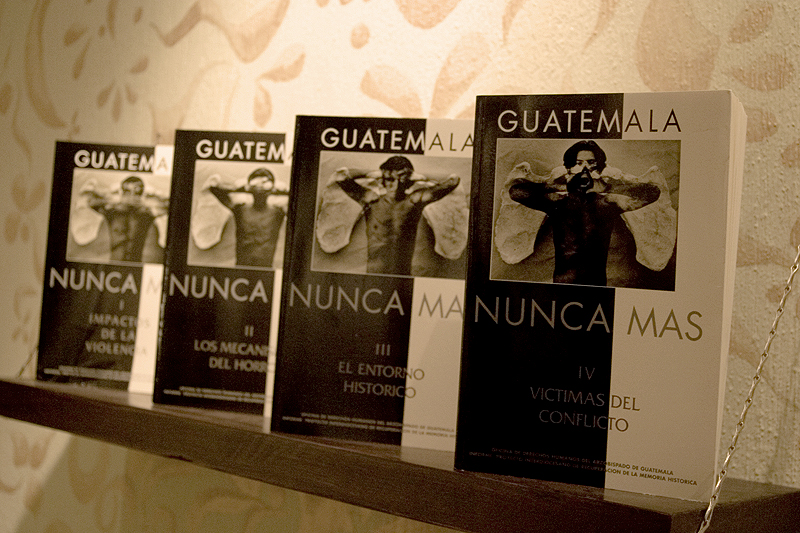
Guatemala: nunca más, el informe de la REMHI (Recuperación de la Memoria Histórica).

El día 24 de abril de 1998, el proyecto REMHI (Recuperación de la Memoria Histórica) fue presentado, intitulado Guatemala: nunca más, en cuatro tomos.
Gerardi diría:

Pero entre las expectativas y nuestro compromiso también se encuentra la devolución de la memoria. El trabajo de búsqueda de la verdad no termina aquí, tiene que regresar a donde nació y apoyar mediante la producción de materiales, ceremonias, monumentos, etcétera, el papel de la memoria como un instrumento de reconstrucción social.
Juan Gerardi

Este reporte exponía a miles de testigos y víctimas de la represión estatal y culpaba de la mayoría de crímenes al ejército de Guatemala.
En las investigaciones se documentaron más de 54 000 violaciones a los Derechos Humanos durante la dictadura militar (1960-1996). La autoría de la mayoría de brutalidades, según pruebas fehacientes, incluidas masacres, torturas, violaciones masivas, desapariciones forzadas, mutilaciones y otros crímenes, se le atribuyó al ejército.
En el reporte retrospectivo se presentaron miles de testimonios recogidos en todo el país, que fueron relatando cuarenta años de memoria de represión: 150 000 guatemaltecos muertos, 50 000 desaparecidos, 1 000 000 de exiliados y refugiados, 200 000 huérfanos, 40 000 viudas. Nueve de cada diez víctimas eran civiles desarmados, en su mayoría indígenas. En el 90 % de los crímenes, la responsabilidad era del ejército o de bandas paramilitares relacionadas con el ejército.
El trabajo de recuperación histórica que Gerardi y su equipo realizaron sería fundamental en las labores posteriores de la Comisión para el Esclarecimiento Histórico (CEH), entidad auspiciada por la ONU, instalada en virtud de los Acuerdos de Paz de 1996.
La comisión de Naciones Unidas llegó a conclusiones similares que el proyecto histórico que dirigió el obispo, responsabilizando al ejército de más del 90 % de los crímenes perpetrados durante las cuatro décadas de confrontación política.
En febrero de 1999, cuando la comisión internacional presentó su propio informe, Memoria del silencio, su coordinador, el alemán de origen polaco Christian Tomuschat (1936-), afirmó:

Sin lugar a dudas se trata de un esfuerzo profundo y complejo, que la sociedad guatemalteca adeuda a los miles de hombres y mujeres valientes que, reclamando el pleno respeto a los derechos humanos y al Estado democrático de Derecho, asentaron los cimientos de esta nueva nación. Ocupa un primer plano en nuestra memoria, entre todos ellos, monseñor Juan Gerardi Conedera.
Christian Tomuschat

## Asesinato
Dos días después de la publicación del informe Guatemala: nunca más, en la noche del 26 de abril de 1998, el obispo guatemalteco Juan José Gerardi fue brutalmente asesinado a golpes en la cabeza, en el garaje de la casa parroquial de San Sebastián, de la zona 1 de la ciudad de Guatemala. Los criminales usaron aparentemente un bloque de cemento para destrozarle el cráneo, golpeándole al punto de que el rostro del obispo quedó irreconocible y la identificación se logró solo luego del reconocimiento del anillo episcopal en su mano.
Su cuerpo fue descubierto tendido en el garaje por el sacerdote Mario Orantes, que compartía la parroquia con el obispo y quien sospechosamente demoró horas en dar aviso del asesinato a la fuerza pública, asegurando no haber oído nada fuera de lo común esa noche. Las indagaciones médicas comprobaron, por una fractura en el dedo, que el obispo había intentado repeler el ataque.

### Investigaciones
Las declaraciones del sacerdote Mario Leonel Orantes Nájera, posteriormente, serían erráticas y contradictorias. Las piernas del occiso estaban cruzadas a la altura de los tobillos y las manos entrecruzadas sobre el pecho. Cerca del cuerpo estaba el bloque de concreto triangular que factiblemente fue utilizado para cometer el crimen. Las inconsistencias y la negligencia en la investigación empezaron en la escena del crimen: en cintas de video de la escena del crimen aparecía el fiscal analizando la presunta arma del delito sin guantes y caminando entre los charcos de sangre alrededor del cadáver. Las muestras forenses se enviaron al laboratorio en recipientes sin sellar. Se comprobaría que el órgano de inteligencia militar llamado Estado Mayor Presidencial alteró la escena del crimen, concertando imposturas que distrajeran la atención pública.
Entre las hipótesis redargüidas que intentaron desorientar las investigaciones se promovieron la del crimen pasional, el ataque de un perro y la acción de una banda de ladrones de imágenes religiosas donde la familiar de un jerarca católico tenía relación. De los grupos conservadores del país fue evidente la propensión constante a desestimar la probabilidad de participación de fuerzas del Estado en el crimen, a pesar de que horas antes del asesinato, el obispo presentó Guatemala: nunca más, vuelta por demás admisible esa sospecha.
El asesinato constituyó un desgaste enorme para la administración del presidente Álvaro Arzú Irigoyen; a comienzos de mayo de 1998, la ODHAG (Oficina de Derechos Humanos del Arzobispado de Guatemala), tras investigaciones, suministró el número de licencia de un vehículo que en el registro alusivo resultó estar al servicio de una base militar, la base de Chiquimula, que había sido visto por un testigo identificado, un taxista que luego sería secuestrado y tendría que salir al exilio, habiendo dado vueltas reiterativas el automóvil alrededor de la parroquia la noche del crimen. Así, se vincularon los nombres del coronel retirado Byron Lima Estrada (otrora comandante de la base militar de Chiquimula) y de su hijo, el capitán Byron Lima Oliva, suscritos al EMP (Estado Mayor Presidencial, el órgano de inteligencia militar), quienes, según la ODHAG, estaban aparentemente relacionados con el asesinato por una serie de información fundada que trascendió al poco tiempo, como anónimos que decían provenir de fuentes castrenses, testimonios presenciales, llamadas telefónicas con acusaciones, entre otras. Curiosamente, los registros del vehículo en archivos estatales desaparecieron después de que fuera divulgada la relación con los militares.
La comisión que la presidencia de la República organizó para investigar el crimen, negó que el coronel retirado tuviera relación alguna con el caso y decidió no investigar al capitán Lima. El Gobierno, que había insistido con parcialidad cuestionable en que el asesinato se debía a un crimen común, no político (o si político, realizado para desprestigiar al gobierno) disolvió la comisión en julio de 1998.
El 22 de julio de 1998, el padre Mario Orantes fue detenido por la policía por su complicidad en el asesinato.
Una campaña constante e intensa de desinformación prosiguió, que aumentaría aún al proseguir la investigación con complicidad palmaria de miembros de la fiscalía cuyo comportamiento dejaba entrever infidencia en el caso, por lo menos hasta el cambio de dirección de la investigación que comenzó a mediados de 1999. Sobre todo, la campaña de bulos continuaría al dictarse sentencia por el asesinato.
Tras la muerte de monseñor Gerardi, miembros de la ODHAG (Oficina de Derechos Humanos del Arzobispado de Guatemala) fueron sometidos a vigilancia esporádica por parte de desconocidos y recibieron amenazas anónimas por teléfono. Un agente de inteligencia militar, Jorge Aguilar, testificó que vio al acusado Byron Lima y otras tres personas vestidas de negro en las instalaciones del EMP momentos después del asesinato y vio en el estacionamiento de las instalaciones del EMP un vehículo que coincidía con el que el taxista describió. El vestuario y el número de personas coincidirían con los testimonios rendidos en el juicio. Más contundente aún, Aguilar revelaría que todos los presentes en el edificio del EMP fueron advertidos de callar acerca de cualquier hecho ocurrido la noche anterior al asesinato.

### Fallo
Tras más de cien testigos, folios documentales y pruebas periciales, el 8 de junio de 2001 el poder judicial estableció la existencia del delito de ejecución extrajudicial en la persona de Juan Gerardi y responsabilizó, en calidad de autores mediatos, al coronel retirado Byron Lima Estrada, al capitán Byron Lima Oliva y al exespecialista del ejército y también agente del EMP José Obdulio Villanueva y, en calidad de cómplice, al sacerdote Mario Leonel Orantes Nájera. Villanueva, allegado al entorno del EMP y de Lima Oliva, purgaba cárcel por un asesinato asimismo derivado del EMP y otros reos lo vieron salir de la prisión el día del crimen contra el obispo.
El fallo judicial dejó abierto el curso para procesar penalmente a los miembros de la cúpula de poder del Estado Mayor Presidencial activa en abril de 1998.
Los fiscales y jueces enfrentaron serias amenazas y aún, varios de ellos debieron exiliarse. Al extremo de que una de las titulares de la judicatura que conoció el caso fue amedrentada con la explosión de una granada en su residencia. Asimismo, los testigos fueron presionados, habiendo atentados en contra de la mayoría de ellos.
Sería determinante el testimonio de Rubén Chanax Sontay, un exagente militar que afirmó haber sido informante de los servicios de inteligencia del ejército de Guatemala y cuya formación militar podía ser comprobada en fichajes del ejército. Había sido contratado para vigilar a Gerardi desde dos años antes del asesinato, habiéndose mimetizado entre los indigentes que pernoctaban en el parque ubicado al lado de la iglesia donde residía el prelado. Según Rubén Chanax, que luego saldría al exilio, la escena del crimen fue alterada por dos militares para confundir la acción de los investigadores.
Custodiado por escoltas armados y amparado en un programa de protección de testigos a cargo de la fiscalía y sobre todo, de la cooperación internacional (MINUGUA), Chanax declaró ante el tribunal.
Según relató, la noche del crimen vio salir a Byron Lima sin camisa de la casa parroquial de San Sebastián. Luego, un vehículo recogió a Obdulio Villanueva, quien llevaba una cámara de video.

Me ordenaron que entrara al parqueo de la casa parroquial. Allí estaba monseñor Gerardi tirado en el suelo. Me ordenaron que arrastrara el cadáver y lo cambiara de posición. Luego, Villanueva me dijo que llevara papel periódico para limpiar el piso.
Rubén Chanax

### Continuación: Un caso abierto
El 12 de febrero de 2003, José Obdulio Villanueva fue asesinado y decapitado en un sangriento motín en el Centro Preventivo para Hombres de la Zona 18 de la ciudad de Guatemala, en sicariato con ánimo potencial de impedir futuras responsabilidades penales, procedidas de haber declarado José Odbulio Villanueva.

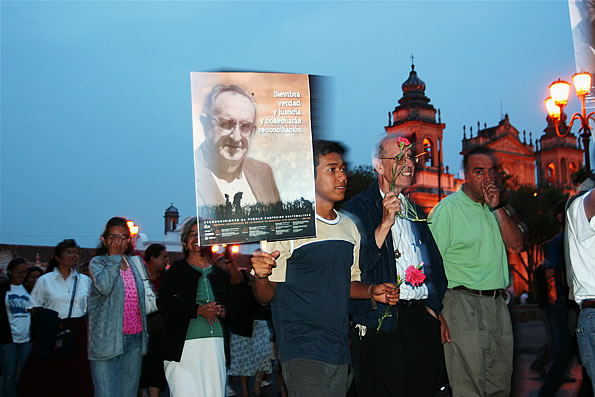
Noveno aniversario del asesinato de monseñor Juan Gerardi. Guatemala, abril de 2007.

La sentencia en primera instancia, acogida con aprobación tanto nacional como internacionalmente, se consideró un importante referente concretado en el proceso de fortalecimiento del estado de derecho y en la lucha contra la impunidad, pues fue la primera sentencia contra elementos castrenses en un tribunal civil en la historia del país. Interpuestos múltiples recursos para embrollar el proceso y que pretendieron provocar retardo litigioso, las apelaciones relativas fueron desestimadas.
El caso continúa abierto en la fiscalía guatemalteca, aunque el 20 de julio de 2016 Byron Lima Oliva fue asesinado dentro de la prisión Pavón en Fraijanes junto a otros trece reclusos y a una visitante argentina. Lima Oliva había sido acusado hacía dos años de dirigir las cárceles guatemaltecas, a pesar de estar cumpliendo su condena, y su muerte fue atribuida inicialmente a una pugna interna de los reos por el control de la prisión.
El 19 de octubre de 2017, la viuda del Capitán Byron Lima, Alejandra Reyes Ochoa, en primera declaración del denominado caso Caja de Pandora, que se reprodujo ante la jueza de Mayor Riesgo “D”, Erika Aifán, revela que Byron Lima, dos meses antes de morir, le confesó que el fallecido alcalde capitalino Álvaro Arzú lo envió para alterar la escena del crimen del asesinato de monseñor Juan José Gerardi en 1998.

## "Gerardi, la película"
Gerardi, la película es un filme guatemalteco producido por la Oficina de los Derechos Humanos del Arzobispado de Guatemala y Moralejas films en 2010. Fue protagonizada por Sammy Morales y describe los momentos más difíciles de la Guerra Civil de Guatemala en el departamento de Quiché, cuando las aldeas están siendo atacadas y arrasadas y la iglesia católica está siendo intimidada y obligada a tomar partido. Monseñor Gerardi es obispo en ese departamento, uno de los departamentos de la República más golpeados por la violencia.  Sus homilías se vuelven entonces denuncias públicas y es obligado a salir al destierro, a pesar de contar con el apoyo del arzobispo de Guatemala, Próspero Penados del Barrio.